# Бонга (певец)
Бонга Куэнда (Bonga Kwenda — полный псевдоним Жозе́ Адели́ну Барсело́ де Карва́лью (порт. José Adelino Barceló de Carvalho), 5 сентября 1942, Кипири, провинция Бенго) — ангольский певец, композитор и автор текстов. Широко известный под псевдонимом Бонга исполнитель сембы и других жанров ангольской популярной музыки удостоился неофициального народного титула «посол ангольской музыки». Высокий статус исполнителя подтверждается тем, что анголезцы употребляют по отношению к Бонге термин «кота» (kota, cota, keta, queta — в переводе с кимбунду «старший по возрасту») — мудрец, корифей. Псевдоним «Bonga Kwenda» переводится как «тот, кто видит и идёт впереди в постоянном движении». Любимый музыкальный инструмент — диканза. Известные ангольские песни и композиции собственного сочинения исполняет на разных языках: на португальском, кимбунду, умбунду и на жаргоне города Луанда.

## Биография
В СМИ встречаются расхождения в дате рождения. Португальские и ангольские источники указывают, что Бонга родился в 1942 году, а французские — в 1943 году.
В семье его называли ФРожериу – сокращённо от Франсишку Рожериу (Francisco Rogério). Его отец играл на аккордеоне ребиту на танцах и научил ФРожериу аккомпанировать ему на диканзе. Вскоре парень достиг такого умения, что никому из восьми братьев не удалось его в этом превзойти. До настоящего времени Бонга продолжает прививать любовь к этому африканскому музыкальному инструменту.
Детство провёл в кварталах для бедных в окрестностях Луанды, которые в Анголе называются «мусеки» (musseque) — аналоге бразильских фавел.
В Анголе ФРожериу достиг значительных результатов в беге на дистанциях 100, 200 и 400 метров.
В 1966 году (в 23 года) по приглашению многопрофильного спортивного клуба Бенфика переехал в Португалию для занятий спортом. Вскоре добился звания чемпиона Португалии в беге на дистанции 400 метров.
Петь начал в Португалии. До отъезда из Анголы даже не задумывался о том, что его голосом с таким специфическим тембром можно исполнять песни.
Покинув спорт, стал политическим рупором анголезийской диаспоры и взял псевдоним Бонга Куэнда. Выполнял роль связного, разъезжая между Лиссабоном, Луандой и Парижем.
Под угрозой ареста за участие в нелегальной борьбе за независимость Анголы был вынужден покинуть Португалию и искать убежища в Роттердаме.
В 1972 году в Голландии был выпущен первый диск «Ангола 72» (Angola 72) — музыкальный антиколониальный манифест. Вскоре Бонга обретает шумную славу наиболее передового исполнителя африканской музыки. Он переезжает в Париж, где выходит его 2-й бунтарский альбом «Ангола 74».
Его хриплый чувственный голос становится известным во многих странах мира.
В Голландии Бонга был тесно связан с кабовердианцами. В альбоме «Ангола 74» (1974) он исполняет песню «Содаде» (Sodade) за 18 лет до того, как она завоевала мировую известность в исполнении легендарной Сезарии Эвора.
Бонга долгое время жил в Европе и высказывался против политики лидеров противоборствующих сторон в гражданской войне после объявления независимости Анголы. 
В Португалии Бонга стал первым африканским музыкантом, выпустившим золотые и платиновые диски, и по праву заслужил неофициальный титул «посла» ангольской музыки. Бонга выступал по всему миру. Его концерты проходили в престижных залах: в «Колизее» в Лиссабоне, «Олимпии» в Париже, «Аполло» в Гарлеме (Нью-Йорк).
Тексты его композиций полны юмора.
Бонга является самым плодовитым автором Анголы — выпустил более 40 дисков. Несмотря на то что излюбленным жанром певца выступает семба, он сочиняет и исполняет песни других стилей: кизомбы, болеро, самбы, килапанды, ребиты.

## Награды
10 декабря 2014 года Бонга был удостоен степени Кавалера французского Ордена Искусств и литературы. Церемония награждения состоялась в Луанде в посольстве Франции. Награду вручил посол Франции в Анголе.
В преддверии торжественной церемонии осенью 2014 года ангольская пресса указывала на то, что за 42 года творческой карьеры Бонга выпустил 42 студийных альбома и сборника. Первый альбом «Ангола 72» вышел в 1972 году, а последний 42-й «Ора Кота» (Hora Kota) — в 2011 году. За это время Бонга создал около 400 композиций, в том числе музыку к кинофильмам.

## Дискография

### Студийные альбомы
- 1972 — Angola 72 (Morabeza Records, Португалия); (1997 — Lusafrica, Франция)
- 1974 — Angola 74 (Morabeza Records, Португалия); (1997 — Lusafrica, Франция)
- 1976 — Angola 76 (Morabeza Records, Португалия)
- 1978 — Raízes (Morabeza Records, Португалия)
- 1978 — Racines (Playasound, Франция)
- 1979 — Kandandu (Le Chant du Monde, Франция)
- 1981 — Kualuka Kuetu (Plygram, Португалия)
- 1984 — Marika (Playa Sound, Франция)
- 1985 — Sentimento (Le Chant du Monde, Франция)
- 1987 — Massemba (Vidisco, Португалия) (massemba – мн. ч. от semba)
- 1988 — Reflexão (Discosette, Португалия)
- 1989 — Malembe-Malembe (Discosette, Португалия)
- 1990 — Diaka (Discosette, Португалия)
- 1991 — Jingonça (Discosette, Португалия)
- 1992 — Gerações (Discosette, Португалия)
- 1993 — Mutamba (Discosette, Португалия)
- 1993 — Tropicalíssimo
- 1993 — Traditional Angolan Music
- 1994 — Fogo na Kanjica (Vidisco, Португалия)
- 1995 — O Homem do Saco
- 1996 — Preto e Branco (Vidisco, Португалия)
- 1997 — Roça de Jindungo (Vidisco, Португалия)
- 1998 — Dendém de Açúcar (Vidisco, Португалия)
- 1999 — Falar de Assim (Vidisco, Португалия)
- 2000 — Mulemba Xangola (Lusafrica, Франция)
- 2003 — Kaxexe (Lusafrica, Франция)
- 2004 — Maiorais (Lusafrica, Франция)
- 2008 — Bairro (Lusafrica, Франция)
- 2011 — Hora Kota (Lusafrica, Франция)
- 2016 — Recados de Fora (Lusafrica, Франция)

### Концертные альбомы
- 1996 — Swinga Swinga (запись концерта на фестивале HeimatKlange, Берлин, август 1995 года)
- 2005 — Bonga Live

### Сборники
- 1988 — Angola (Playasound, Франция) совместно с Бернаром Лавилье
- 1991 — Pax em Angola (Rounder, США)
- 1993 — Katendu (Melodie, Франция)
- 1995 — 20 Sucessos de Ouro (Discosette, Португалия)
- 2000 — Semba N′Gola (Musique Tropique, США)
- 2001 — O'Melhor De Bonga
- 2009 — Best Of Bonga

### Участие в трибьют-альбомах
- 2015 — кавер-версия Valentim совместно с Аной Моура в трибьют-альбоме Амалии Родригеш Amália. As Vozes do Fado (Universal Music Group)